# Tormenta tropical Bernard (2008)
La Tormenta Tropical Moderada Bernard (designación por la JTWC: 03S; designación por la BoM: 02U) fue un cort y débil ciclón tropical que se formó a mediados de 2008. El tercer disturbio tropical y la segunda tormenta nombrada de la temporada de ciclones en el suroeste del Índico de 2008-2009, Bernard se formó en un área de baja presión el 15 de noviembre, localizada a 795 km (495 mi) al este-sureste de Diego García. Moviéndose al este, el sistema gradualmente fue incrementando su intensidad hasta formarse en un Disturbio Tropical 03-20082009 el 19 de noviembre. El disturbio tropical ganó fuerza hasta formarse en una depresión el siguiente día, antes de alcanzar la fuerza de tormenta tropical moderada alrededor de las 1200 UTC el 20 de noviembre. Mientras el sistema se aceleraba, la convención asociada con la tormenta, rápidamente empezó a debilitarse hasta que se disipó el 21 de noviembre.

## Historia meteorológica

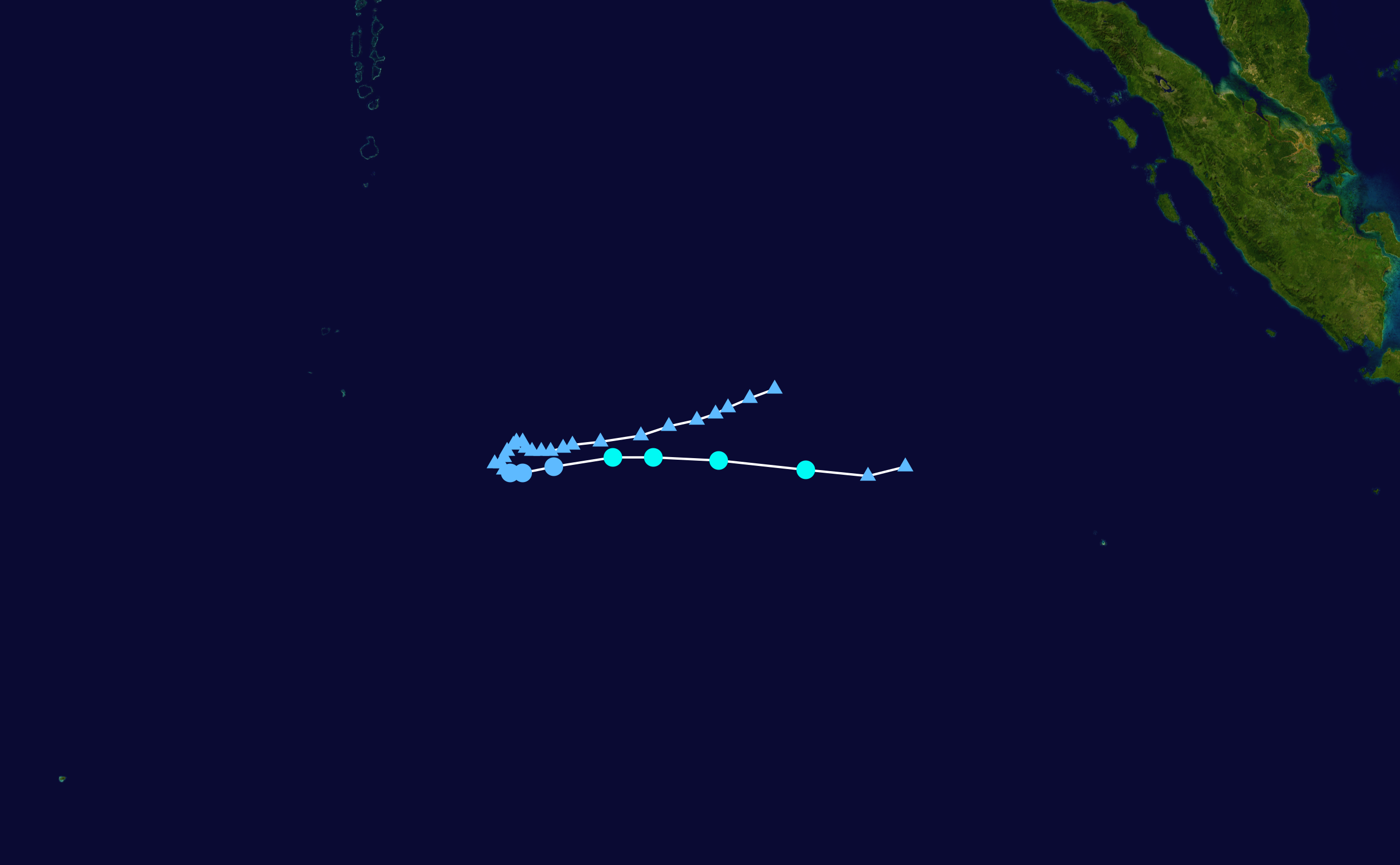
Recorrido de la tormenta.

El 15 de noviembre, el Joint Typhoon Warning Center (JTWC) empezó a monitorear un área de baja presión acompañada por una convención localizada a 795 km (495 mi) al este-sureste de Diego García. La baja se centró en el este de un nivel superior de la  cresta del eje dentro de una zona moderada vertical de cizalladura. Con pocas condiciones para desarrollarse en ciclón, la JTWC emitió un aviso indicando que las probabilidades para que se formase en las siguientes 24 horas en ciclón tropical eran "pobres". En los siguientes días, el sistema se movió lentamente hacia el este con poco desarrollo. El 19 de noviembre, la convención desarrolló el centro de la circulación después de estar estacionaria por varios días. A las 0600 UTC, el Centro Meteorológico Regional Especializado para el Sureste del océano Índico, Météo-France, designó el sistema como Disturbio Tropical 03-20082009 Mientras se localizaba a 695 km (430 mi) al este-sureste de Diego García.
Más tarde ese día, Météo-France degradó la tormenta a depresión tropical, ya que los vientos habían incrementado a 55 km/h (35 mph vientos de 10 minutos). En este tiempo, los vientos máximos en el radio de la depresión tropical eran de 50 km (30 mi). Tres horas después de que se le había designado como depresión tropical, la JTWC empezó a emitir el aviso de Ciclón Tropical 03S ya que los vientos habían alcanzado los 65 km/h (40 mph vientos de 1 minuto). Aunque la temperatura era apta para la formación de un ciclón, los vientos de la cizalladura previnieron a que la tormenta no se intensificara. Localizado a 1,445 km (900 mi) al oeste de las Islas Cocos, Météo-France incrementó la densidad de la tormenta a tormenta tropical moderada y le dio el nombre de Bernard. Después de ser nombrada, Bernard alcanzó su intensidad máxima con vientos de 65 km/h (40 mph) con una presión mínima de 994 hPa (mbar).
Justo de seis horas de ser nombrada, Bernard fue degradada a una depresión tropical. Después de que Météo-France emitiera su aviso final, los remanentes de Bernard entraron al área de responsabilidad del Centro de Aviso de Ciclones Tropicales en Yakarta y se le designó como Tormenta Baja 02U. Sin embargo, este fue el único aviso emitido por Darwin cuando la tormenta se disipó, al estar localizada a 675 km (420 mi) al oeste-noroeste de las Islas Cocos.

## Impacto
Ya que Bernard permaneció durante el mayor tiempo en aguas abiertas, no tocó tierra.